# Der schwarze Pierrot (1926)
Der schwarze Pierrot ist ein deutscher Stummfilm aus dem Jahre 1926 von und mit Harry Piel.

## Handlung
Der junge, abenteuerlustige Coello hat von seinem Vater nur Schulden vererbt bekommen. Daher zieht es ihn in die weite Welt hinaus, immer auf der Suche nach etwas Neuem und Abenteuern. Als ein reicher Mann ihn mit seiner Gastfreundschaft bedenken will, ist Coellos Freiheitsdrang größer, und er lehnt ab. Eine Frau zieht ihn anschließend in einen Wahlkampf hinein, in dessen Verlauf Coello, ohne dies beabsichtigt zu haben, seinen Wohltäter bloßstellt. Schließlich kann der Tausendsassa aber die Dinge wieder geraderücken. Der Wahlsieger bedenkt daraufhin Coello mit einer Leibrente, woraufhin dieser in seine Heimat zurückkehrt und seine Jugendfreundin zur Frau nimmt.

## Produktionsnotizen
Der schwarze Pierrot, versehen mit dem Untertitel Erlebnisse eines jungen Schwärmers, der die Welt kennenlernen wollte, wurde von März bis Mai 1926 im Phoebus- und Trianon-Atelier gedreht. Die Außenaufnahmen entstanden in der Schweiz. Der Film passierte die Filmzensur am 21. Mai 1926 und wurde am 31. Mai 1926 uraufgeführt. Der Achtakter besaß eine Länge von 2726 Metern.
Die Bauten stammen von Kurt Richter, die Kostüme entwarf Marco Montedoro.

## Kritik
Paimann’s Filmlisten resümierte: „Das Sujet fällt einerseits durch seine Abkehr von der gewohnten Harry-Piel-Schablone angenehm auf, hätte aber durch gedrängtere Fassung zweifellos an Interesse gewonnen. Die Darstellung ist in allen Rollen sehr gut, Aufmachung und Photographie zufriedenstellend. Schöne Hochgebirgsbilder sind besonders zu erwähnen.“